# Trinta e seis vistas do monte Fuji

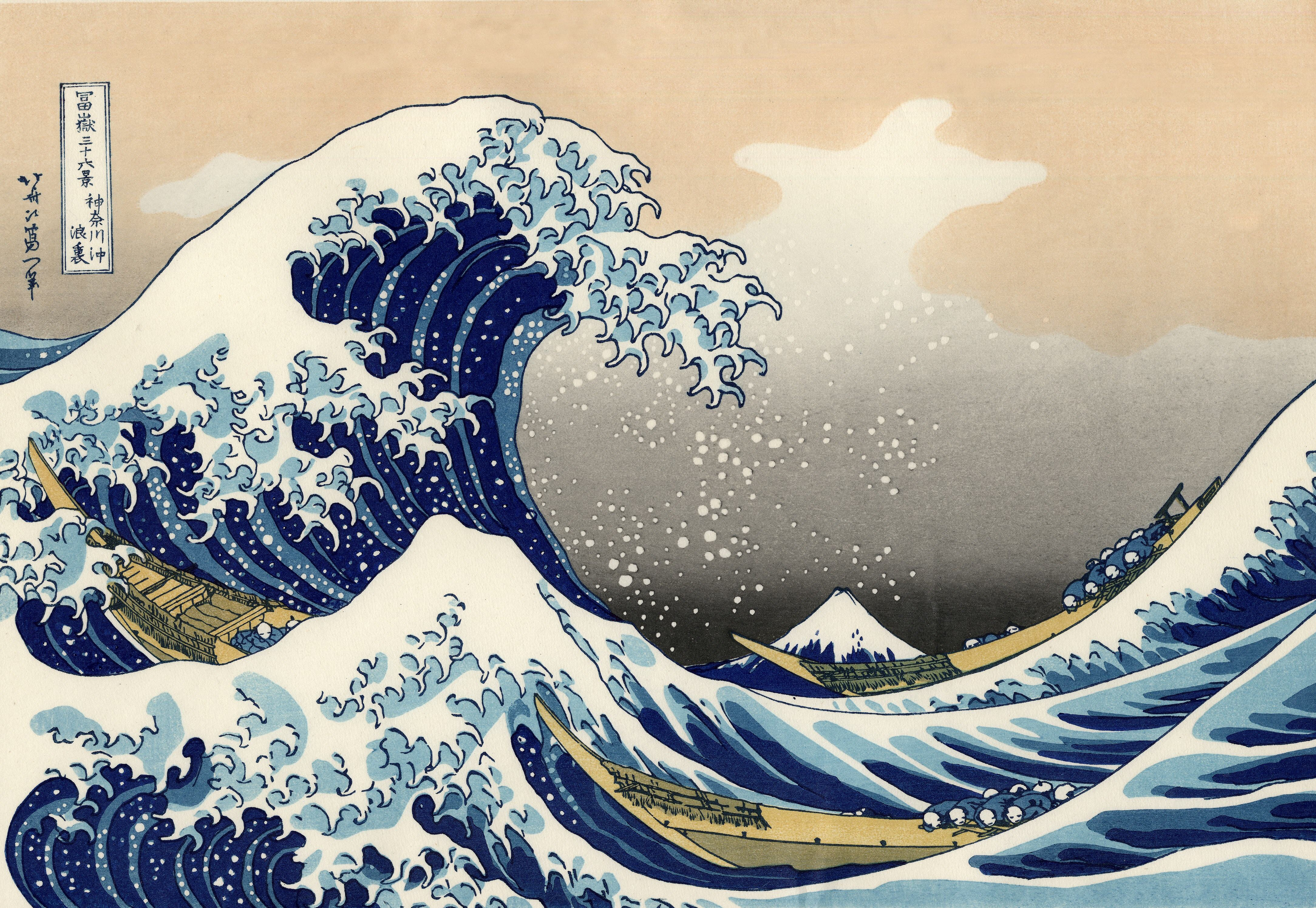
Kanagawa-oki nami-ura, A Grande Onda de Kanagawa, uma das vistas do monte Fuji

36 vistas do monte Fuji (em japonês 富嶽三十六景, Fugaku Sanjū-Rokkei) é, apesar do nome, uma série de 46 gravuras em madeira (dez das quais adicionadas após a publicação), datadas de 1832, criadas pelo artista japonês de ukiyo-e Katsushika Hokusai (1760–1849) retratando o monte Fuji em diferentes estações do ano, de diferentes locais, mais ou menos distantes, e com diferentes condições do tempo.

## Lista das gravuras
| №  | Imagem | Nome                                                                 | Em japonês               | Transliteração                         |
| -- | ------ | -------------------------------------------------------------------- | ------------------------ | -------------------------------------- |
| 1  |        | A Grande Onda de Kanagawa                                            | 神奈川沖浪裏             | Kanagawa-oki nami-ura                  |
| 2  |        | O Monte Fuji com Tempo Limpo (também conhecida por Fuji Vermelho)    | 凱風快晴                 | Gaifū kaisei                           |
| 3  |        | Trovoada Abaixo do Cume                                              | 山下白雨                 | Sanka hakū                             |
| 4  |        | Fuji visto da ponte de Mannen em Fukagawa                            | 深川万年橋下             | Fukagawa Mannen-bashi shita            |
| 5  |        | Fuji visto de Passagem Mishima                                       | 東都駿台                 | Tōto sundai                            |
| 6  |        | A Costa em Kamakura                                                  | 青山円座松               | Aoyama enza-no-matsu                   |
| 7  |        | Senju na província de Musashi                                        | 武州千住                 | Bushū Senju                            |
| 8  |        | O rio Tama na província de Musashi                                   | 武州玉川                 | Bushū Tamagawa                         |
| 9  |        | A passagem de Inume na província de Kai                              | 甲州犬目峠               | Kōshū inume-tōge                       |
| 10 |        | Vista do campo Fujimi Fuji em Owari                                  | 尾州不二見原             | Bishū Fujimigahara                     |
| 11 |        | Templo Asakusa Honganji em Tóquio                                    | 東都浅草本願寺           | Tōto Asakusa honganji                  |
| 12 |        | Ilha Tsukada em Musashi                                              | 武陽佃島                 | Buyō Tsukuda-jima                      |
| 13 |        | Praia Shichiri em Sagami                                             | 相州七里浜               | Soshū Shichiri-ga-hama                 |
| 14 |        | Umegawa em Sagami                                                    | 相州梅沢庄               | Soshū umezawanoshō                     |
| 15 |        | Kajikazawa na província de Kai                                       | 甲州石班沢               | Kōshū Kajikazawa                       |
| 16 |        | Passagem Mishima em Kai                                              | 甲州三嶌越               | Kōshū Mishima-goe                      |
| 17 |        | O Lago Suwa em Shinano                                               | 信州諏訪湖               | Shinshū Suwa-ko                        |
| 18 |        | Ejiri-juku em Suruga                                                 | 駿州江尻                 | Sunshū Ejiri                           |
| 19 |        | O Fuji das montanhas de Totomi                                       | 遠江山中                 | Tōtōmi sanchū                          |
| 20 |        | Ushibori em Hitachi                                                  | 常州牛掘                 | Jōshū Ushibori                         |
| 21 |        | Esboço da loja Mitsui na rua Suruga em Edo                           | 江都駿河町三井見世略図   | Kōto Suruga-cho Mitsui Miseryakuzu     |
| 22 |        | Pôr-do-sol na ponte Ryogoku da margem do rio Sumida em Onmayagashi   | 御厩川岸より両国橋夕陽見 | Ommayagashi yori ryōgoku-bashi yūhi mi |
| 23 |        | Hall Sazai - 500 templos Rakan                                       | 五百らかん寺さざゐどう   | Gohyaku-rakanji Sazaidō                |
| 24 |        | Casa de chá em Koishikawa. O amanhecer após um nevão                 | 礫川雪の旦               | Koishikawa yuki no ashita              |
| 25 |        | Shimomeguro                                                          | 下目黒                   | Shimo-Meguro                           |
| 26 |        | Moinho-de-água em Onden                                              | 隠田の水車               | Onden no suisha                        |
| 27 |        | Enoshima em Sagami                                                   | 相州江の島               | Soshū Enoshima                         |
| 28 |        | Costa da Baía de Tago, Ejiri-juku em Tokaido                         | 東海道江尻田子の浦略図   | Tōkaidō Ejiri tago-no-ura              |
| 29 |        | Yoshida em Tokaido                                                   | 東海道吉田               | Tōkaidō Yoshida                        |
| 30 |        | A rota marítima da província de Kazusa                               | 上総の海路               | Kazusa no kairo                        |
| 31 |        | Ponte de Nihonbashi em Edo                                           | 江戸日本橋               | Edo Nihon-bashi                        |
| 32 |        | Vila de Sekiya no Rio Sumida                                         | 隅田川関屋の里           | Sumidagawa Sekiya no sato              |
| 33 |        | Baía de Noboto                                                       | 登戸浦                   | Noboto-ura                             |
| 34 |        | O Lago Hakone em Sagami                                              | 相州箱根湖水             | Sōshū Hakone kosui                     |
| 35 |        | O reflexo do Fuji no Lago Kawaguchi, visto da passagem Misaka em Kai | 甲州三坂水面             | Kōshū Misaka suimen                    |
| 36 |        | Hodogaya na região de Tokaido                                        | 東海道保ケ谷             | Tōkaidō Hodogaya                       |
| 37 |        | Honjo Tatekawa                                                       | 本所立川                 | Honjo Tatekawa                         |
| 38 |        | Nakahara em Sagami                                                   | 従千住花街眺望の不二     | Senju Hana-machi Yori Chōbō no Fuji    |
| 39 |        | Tokaido Shinagawa                                                    | 東海道品川御殿山の不二   | Tōkaidō Shinagawa Goten'yama no Fuji   |
| 40 |        | Soshu Nakahara                                                       | 相州仲原                 | Sōshū Nakahara                         |
| 41 |        | Ocaso em Isawa em Kai                                                | 甲州伊沢暁               | Kōshū Isawa no Akatsuki                |
| 42 |        | Encosta do Fuji do rio Minobu                                        | 身延川裏不二             | Minobu-gawa ura Fuji                   |
| 43 |        | Ono Shinden em Suruga                                                | 駿州大野新田             | Sunshū Ōno-shinden                     |
| 44 |        | A plantação de chá de Katakura em Suruga                             | 駿州片倉茶園の不二       | Sunshū Katakura chaen no Fuji          |
| 45 |        | O Fuji de Kanaya-juku na região de Tokaido                           | 東海道金谷の不二         | Tōkaidō Kanaya no Fuji                 |
| 46 |        | Trepando o Fuji                                                      | 諸人登山                 | Shojin tozan                           |

## Biblografia
- Hokusai, Katsushika (2007).  L' ippocampo, Jocelyn Bouquillard, ed. Hokusai: le trentasei vedute del monte Fuji. Milano: [s.n.] ISBN 9788895363936